# Gold Coast United Football Club
Maillots
Le Gold Coast United Football Club était un club de football australien de la ville de Gold Coast qui a évolué en A-League, de 2008, à 2012. 
Le 29 février 2012, la fédération australienne retire la licence au club. Licence qui lui permettait de jouer notamment en A-League. Il sera remplacé la saison suivante, par les Wanderers FC, club basé à Sydney.